# Бонлок
Бонлок (фр. Bonloc) насеље је и општина у југозападној Француској у региону Аквитанија, у департману Атлантски Пиринеји која припада префектури Бајон.
По подацима из 2011. године у општини је живело 370 становника, а густина насељености је износила 362,75 становника/km². Општина се простире на површини од 1 km². Налази се на средњој надморској висини од 123 метара (максималној 146 m, а минималној 51 m).

## Демографија
| 1962. | 1968. | 1975. | 1982. | 1990. | 1999. | 2011. |
| ----- | ----- | ----- | ----- | ----- | ----- | ----- |
| 193   | 189   | 189   | 200   | 228   | 284   | 370   |

График промене броја становника у току последњих година